# 太王四神記 (宝塚歌劇)
太王四神記（たいおうしじんき）は、大韓民国の同題テレビドラマを原作とした、宝塚歌劇団のミュージカル作品。脚本・演出は小池修一郎。冠題は「幻想歌舞劇」。

## 上演記録
2009年花組（初演）
宝塚大劇場：1月1日-2月2日（新人公演：1月20日）、東京宝塚劇場：2月13日-3月22日（新人公演：2月26日）
副題は「－チュシンの星のもとに－」
2幕36場
2009年星組　
宝塚大劇場 6月26日-7月27日（新人公演：7月14日）、東京宝塚劇場：8月14日-9月13日（新人公演：8月27日）
初演より神話部分をカットする等リメイクしたため「太王四神記 Ver.II」と改題。副題は「－新たなる王の旅立ち－」
2幕38場
柚希礼音・夢咲ねねのトップコンビ大劇場お披露目公演となった。
2010年2月20日から、「タカラヅカ レビュー シネマ」として全国ロードショー（25館）される。

## 登場人物
タムドク
高句麗の王子。チュシンの星の輝く夜に生まれたチュシンの王となる人物。神話の時代のファヌンの生まれ変わり。
キハ
天地神堂の巫女。サビ城の姫だったが、幼少のときに火天会に捕えられ、プルキルの手先として育てられる。神話の時代のカジンの生まれ変わり。
ヨン・ホゲ
高句麗一の貴族であるヨン家の息子。タムドクのいとこ。同じくチュシンの輝く夜に生まれる。
大長老プルキル
虎族の魔術師。世界征服のために火天会を作り、その長老として君臨する。
スジニ
キハの生き別れの妹。コムル村のヒョンゴに男の子として育てられる。神話の時代のセオの生まれ変わり。
ヤン王
高句麗の王で、タムドクの父。
ヨン・ガリョ
高句麗一の貴族のヨン家の長で、ヨン・ホゲの父。
ヒョンゴ
コムル村の村長で、スジニの育ての親。玄武の神器の守り主。
パソン
高句麗一の鍛冶職人。白虎の神器を守る鍛冶村の出身。
コ将軍
近衛隊隊長でタムドクの武術の師範。
サリャン
火天会に仕え、キハに学問や武術を教える。
チュムチ
シウ部族の若者。のちにタムドクと行動を共にする。
チョロ
開彌城の城主で、青龍の神器の守り主。
カクダン
第三近衛隊の女隊長。タムドクの武術の稽古相手。
タルビ
チュムチの恋人

## あらすじ
西暦375年の高句麗。チュシンの星が輝く夜に二人の男の子が生まれた。一人は高句麗の王であるヤン王の子供のタムドク。もう一人は高句麗一の貴族のヨン家の長であるヨン・ガリョの子供のヨン・ホゲだった。同じ日に生まれた二人だが、タムドクは彼の身を案じた父より英知や能力を隠して生きるように命じられ、一方ヨン・ホゲはチュシンの星の輝く夜に生まれた子として周りの期待を受けながら成長する。お互いの親同士は確執があったが、タムドクとホゲは仲の良い少年時代を過ごしていた。しかし、ホゲの母の死によって二人の間の友情関係は崩れ、ホゲはタムドクを憎みチュシンの王を手に入れることを強く誓う。
一方、幼い頃に火天会に捕らわれたサビ城の姫であるキハは大長老プルキルの手先として育てられ、天地神堂の巫女として王宮に送り込まれる。プルキルの命令で王宮の書庫を物色しているところにタムドクと偶然出会う。外に自由に出かけることもできないタムドクはキハと話をするうちに心を通わせるようになり、二人の仲に恋愛感情が生まれていく。
玄武の神器の守り主であるヒョンゴは、サビ城に取り残された赤ん坊を黒朱雀にならないようにスジニの名づけて大事に育てていた。ヒョンゴはチュシンの王を見極めるために、男の子のように育ったスジニを連れて城下町へやってくる。そこへお忍びで町に出かけていたタムドクと出会い、スジニはタムドクが王子とは知らずに友情を育み、やがて憧れへと変わっていく。
ホゲを利用して四神器を集めて世界征服を企む火天会のプルキルは、ホゲの父ガリョと手を組み、タムドクを亡き者にしようと、様々な策略をしかけていく。一方、一時はキハとの平凡な幸せを夢見たタムドクだったが、ヤン王の死をきっかけにキハとの信頼も崩れ、やがて王への自覚を深めていく。
チュシンの王となるためにタムドクとホゲはそれぞれ、残りの神器を求めて動き始める。神器は誰が手に入れるのか？タムドクとキハの愛の行方は？さまざまな想いが交錯しながら物語が展開していく。

## 楽曲
- チュシンの星のもとに
- 希望の瞳
- 君が王なら
- 運命
- 炎の巫女
- 謀略
- 何故
- 偽りの愛
- その名はキハ
- 時を抜けて
- 蒼穹の彼方（星組版のみ）

## スタッフ
宝塚大劇場公演（花・星組共通）
- 作曲・編曲：太田健[5]
- 編曲：青木朝子[5]
- 音楽指揮：佐々田愛一郎[5]
- 振付[5]：御織ゆみ乃、若央りさ、麻咲梨乃、桜木涼介
- 擬闘：栗原直樹[5]
- 装置：大橋泰弘[5]
- 衣装：有村淳[5]
- 照明：勝柴次朗[6]
- 音響：大坪正仁[6]
- 小道具：谷田祥一[6]
- 歌唱指導：楊淑美[6]
- 演出助手[6]：稲葉太地、生田大和
- 舞台進行[6]：森田智広（第一幕）、香取克英（第二部）
- スペシャルマスクデザイン：馮啓孝[6]
- 映像：奥秀太郎[6]
- 制作協力：SSD・ミドリ・モール[6]

### 花組のみ
宝塚大劇場公演
- 演出助手[6]：田渕大輔
- 制作：髙田健司[6]
- 特別協賛[6]：東日本電信電話 株式会社、西日本電信電話 株式会社

### 星組のみ
宝塚大劇場公演
- 歌唱指導：伊藤和美[6]
- 演出助手[6]：野口幸作
- 舞台進行[6]：荒金健二（第一幕）
- 制作：渡辺裕[6]

## 出演者一覧

### 花組（出演者）
- 夏美よう[7]
- 高翔みず希[7]
- 眉月凰[7]
- 大空祐飛[7]
- 絵莉千晶[7]
- 悠真倫[7]
- 真飛聖[7]
- 壮一帆[7]
- 愛音羽麗[7]
- 未涼亜希[7]

- 桜一花[7]
- 華形ひかる[7]
- 真野すがた[7]
- 紫峰七海[7]
- 望月理世[7]
- 花野じゅりあ[7]
- 初姫さあや[7]
- 日向燦[7]
- 紫陽レネ[7]
- 桜乃彩音[7]

- 扇めぐむ[7]
- 夕霧らい[7]
- 祐澄しゅん[7]
- 愛純もえり[7]
- 聖花まい[7]
- 朝夏まなと[7]
- 華耀きらり[7]
- 月央和沙[7]
- 望海風斗[7]
- 白華れみ[7]

- 天宮菜生[7]
- 華月由舞[7]
- 嶺乃一真[7]
- 浦輝ひろと[7]
- 湖々マリア[7]
- 芽吹幸奈[7]
- 彩城レア[7]
- 遼かぐら[7]
- 煌雅あさひ[7]
- 梅咲衣舞[7]

- 冴月瑠那[7]
- 瀬戸かずや[7]
- 夏城らんか[7]
- 瞳ゆゆ[7]
- 野々すみ花[7]
- 白姫あかり[7]
- 鳳真由[7]
- 輝良まさと[7]
- 花蝶しほ[7]
- 春花きらら[7]

- 花峰千春[7]
- 彩咲めい[7]
- 真瀬はるか[7]
- 鞠花ゆめ[7]
- 天真みちる[7]
- 銀華水[7]
- 初花美咲[7]
- 日高大地[7]
- 月野姫花[7]
- 花織千桜[7]

- 花輝真帆[7]
- 神房佳希[7]
- 菜那くらら[7]
- 大河凜[7]
- 真輝いづみ[7]
- 桜帆ゆかり[7]
- 鳳龍あや[7]
- 航琉ひびき[7]
- 桜咲彩花[7]
- 凪咲星南[7]

- 花奈澪[7]
- 美花梨乃[7]
- 仙名彩世[7]
- 和海しょう[7]
- 羽立光来[7]
- 舞月なぎさ[7]
- 新菜かほ[7]
- 冴華りおな[7]
- 朝陽みらい[7]
- 夢花らん[7]

- 紗愛せいら[7]

- 星原美沙緒（専科所属）[7]

### 星組（出演者）
- 英真なおき[8]
- 万里柚美[8]
- にしき愛[8]
- 美稀千種[8]
- 百花沙里[8]
- 涼紫央[8]
- 毬乃ゆい[8]
- 琴まりえ[8]
- 美城れん[8]
- 柚希礼音[8]

- 天霧真世[8]
- 梅園紗千[8]
- 彩海早矢[8]
- 花愛瑞穂[8]
- 華美ゆうか[8]
- 天緒圭花[8]
- 凰稀かなめ[8]
- 音花ゆり[8]
- 鶴美舞夕[8]
- 夢乃聖夏[8]

- 純花まりい[8]
- 水輝涼[8]
- 妃咲せあら[8]
- 華苑みゆう[8]
- 紅ゆずる[8]
- 夢咲ねね[8]
- 碧海りま[8]
- 壱城あずさ[8]
- 美弥るりか[8]
- 蒼乃夕妃[8]

- 如月蓮[8]
- 白妙なつ[8]
- 南風里名[8]
- 海隼人[8]
- 朝都まお[8]
- 直樹じゅん[8]
- 汐月しゅう[8]
- 天寿光希[8]
- 稀鳥まりや[8]
- 優香りこ[8]

- 大輝真琴[8]
- 音波みのり[8]
- 千寿はる[8]
- 真月咲[8]
- 愛水せれ奈[8]
- 真吹みのり[8]
- 美春あやか[8]
- 妃白ゆあ[8]
- 真風涼帆[8]
- 瀬稀ゆりと[8]

- 輝咲玲央[8]
- 紫月音寧[8]
- 若夏あやめ[8]
- 本城くれは[8]
- 白百合ひめ[8]
- 水瀬千秋[8]
- 夢妃杏瑠[8]
- 夏樹れい[8]
- 芹香斗亜[8]
- 十碧れいや[8]

- 空乃みゆ[8]
- 夢城えれん[8]
- 珠華ゆふ[8]
- 凰姿有羽[8]
- 彩歌しおん[8]
- 華雅りりか[8]
- 毬愛まゆ[8]
- 早乙女わかば[8]
- 飛河蘭[8]
- 漣レイラ[8]

- 麻央侑希[8]
- 翔馬樹音[8]
- ひなたの花梨[8]
- 礼真琴[8]
- ひろ香祐[8]
- 妃海風[8]
- 紫りら[8]
- 凰津りさ[8]
- 逢月あかり[8]
- 真衣ひなの[8]

- 瀬央ゆりあ[8]
- 蓮珠こうき[8]

- 一樹千尋（専科所属）[8]
- 磯野千尋（専科所属）[8]

## 主な配役
|                | 2009年花組   | 2009年星組 |
| -------------- | ------------ | ---------- |
| タムドク       | 真飛聖       | 柚希礼音   |
| キハ           | 桜乃彩音     | 夢咲ねね   |
| ヨン・ホゲ     | 大空祐飛     | 凰稀かなめ |
| プルキル       | 壮一帆       | 涼紫央     |
| スジニ         | 愛音羽麗     | 美弥るりか |
| ヤン王         | 星原美沙緒   | 一樹千尋   |
| ヨン・ガリョ   | 夏美よう     | 磯野千尋   |
| カグン将軍     | 高翔みず希   | 天緒圭花   |
| ソノ部族長     | 眉月凰       | 天霧真世   |
| 大神官         | 絵莉千晶     | 万里柚美   |
| フッケ将軍     | 悠真倫       | にしき愛   |
| ヒョンゴ       | 未涼亜希     | 英真なおき |
| パソン         | 桜一花       | 琴まりえ   |
| サリャン       | 華形ひかる   | 夢乃聖夏   |
| チョロ         | 真野すがた   | 真風涼帆   |
| チョ・ジュド   | 紫峰七海     | 美稀千種   |
| カクダン       | 望月理世     | 蒼乃夕妃   |
| セーム         | 花野じゅりあ | 華美ゆうか |
| イルス         | 日向燦       | 鶴美舞夕   |
| スンノ部族長   | 紫陽レネ     | 水輝涼     |
| コ将軍         | 扇めぐむ     | 彩海早矢   |
| カンノ部族長   | 夕霧らい     | 碧海りま   |
| チョク・ファン | 祐澄しゅん   | 美城れん   |
| チュムチ       | 朝夏まなと   | 紅ゆずる   |
| チャンミ       | 華耀きらり   | 純花まりい |
| セドル         | 月央和沙     | 壱城あずさ |
| ヒョンミョン   | 望海風斗     | 如月蓮     |
| メファ         | 白華れみ     | 音花ゆり   |
| モラン         | 華月由舞     | 白妙なつ   |
| チュモン       | 嶺乃一真     | 直樹じゅん |
| ポッコッ       | 芽吹幸奈     | 南風里名   |
| ナリ           | 梅咲衣舞     | 稀鳥まりや |
| モンニョン     | 瞳ゆゆ       | 水瀬千秋   |
| タルビ         | 野々すみ花   | 妃咲せあら |
| クカ           | 花蝶しほ     | 音波みのり |
| スリョン       | 月野姫花     | 夢妃杏瑠   |

|                | 2009年花組 | 2009年星組   |
| -------------- | ---------- | ------------ |
| タムドク       | 望海風斗   | 真風涼帆     |
| キハ           | 野々すみ花 | 蒼乃夕妃     |
| ヨン・ホゲ     | 鳳真由     | 麻央侑希     |
| プルキル       | 朝夏まなと | 天寿光希     |
| スジニ         | 白華れみ   | 水瀬千秋     |
| ヤン王         | 扇めぐむ   | 碧海りま     |
| ヨン・ガリョ   | 祐澄しゅん | 如月蓮       |
| カグン将軍     | 夕霧らい   | 直樹じゅん   |
| ソノ部族長     | 花峰千春   | 朝都まお     |
| 大神官         | 芽吹幸奈   | 白妙なつ     |
| フッケ将軍     | 月央和沙   | 瀬稀ゆりと   |
| ヒョンゴ       | 真瀬はるか | 壱城あずさ   |
| パソン         | 華月由舞   | 稀鳥まりや   |
| サリャン       | 嶺乃一真   | 芹香斗亜     |
| チョロ         | 瀬戸かずや | 十碧れいや   |
| チョ・ジュド   | 彩城レア   | 千寿はる     |
| カクダン       | 天宮菜生   | 美弥るりか   |
| セーム         | 華耀きらり | 優香りこ     |
| イルス         | 輝良まさと | 大輝真琴     |
| スンノ部族長   | 天真みちる | 真吹みのり   |
| コ将軍         | 煌雅あさひ | 海隼人       |
| カンノ部族長   | 銀華水     | 輝咲玲央     |
| チョク・ファン | 浦輝ひろと | 本城くれは   |
| チュムチ       | 夏城らんか | 汐月しゅう   |
| チャンミ       | 遼かぐら   | 美春あやか   |
| セドル         | 真輝いづみ | 真月咲       |
| ヒョンミョン   | 大河凜     | 夏樹れい     |
| メファ         | 白姫あかり | 愛水せれ奈   |
| モラン         | 花蝶しほ   | 妃白ゆあ     |
| チュモン       | 冴月瑠那   | 翔馬樹音     |
| ポッコッ       | 春花きらら | 若夏あやめ   |
| ナリ           | 彩咲めい   | 白百合ひめ   |
| モンニョン     | 花織千桜   | 彩歌しおん   |
| タルビ         | 瞳ゆゆ     | 音波みのり   |
| クカ           | 鞠花ゆめ   | 珠華ゆふ     |
| スリョン       | 花輝真帆   | 早乙女わかば |